# Montevista
Montevista (Bayan ng Montevista) är en kommun i Filippinerna. Kommunen tillhör Composteladalen och ligger på ön Mindanao. Folkmängden uppgår till 33 225 invånare.

## Barangayer
Montevista är indelat i 20 barangayer.
| - Banagbanag - Banglasan - Bankerohan Norte - Bankerohan Sur - Camansi - Camantangan - Concepcion - Dauman - Canidkid - Lebanon | - Linoan - Mayaon - New Calape - New Dalaguete - New Cebulan (Sambayon) - New Visayas - Prosperidad - San Jose (Pob.) - San Vicente - Tapia |